# Chut... !
Pour les articles homonymes, voir Chut ! (homonymie).
Pour plus de détails, voir Fiche technique et Distribution.
Chut... ! est un film français documentaire réalisé par Alain Guillon et Philippe Worms, sorti en 2020.

## Synopsis
L'histoire d'une bibliothèque de quartier à Montreuil.

## Fiche technique
- Titre : Chut... !
- Réalisation : Alain Guillon et Philippe Worms
- Scénario : Alain Guillon et Philippe Worms
- Musique : Xavier Roux
- Photographie : Alain Guillon
- Montage : Anne-Laure Viaud
- Production : Matthieu Lamotte
- Société de production : Aaaprods
- Société de distribution : Urban Distribution (France)
- Pays :  France
- Genre : Documentaire
- Durée : 105 minutes
- Dates de sortie : 
  -  France : 26 février 2020

## Accueil
- L'Humanité : « Un film passionnant sur la lecture publique et l’éducation populaire. »[1]
- Première: [2]